# De galnas hus
De galnas hus (originaltitel: De gales hus) är en norsk film regisserad av Eva Isaksen. Den är baserad på Karin Fossums roman med samma namn. Filmen hade norsk premiär 12 september 2008. Manus skrevs av Åse Vikene, producenter var Hilde Berg och Bent Rognlien för Norsk Filmproduksjon.

## I rollerna
- Ingrid Bolsø Berdal
- Thorbjørn Harr
- Fridtjov Såheim
- Andrea Bræin Hovig
- Hildegun Riise
- Rolf Kristian Larsen
- Pål Sverre Hagen
- Frank Kjosås
- Anneke von der Lippe
- Rolf Lassgård